# Clift Andrus

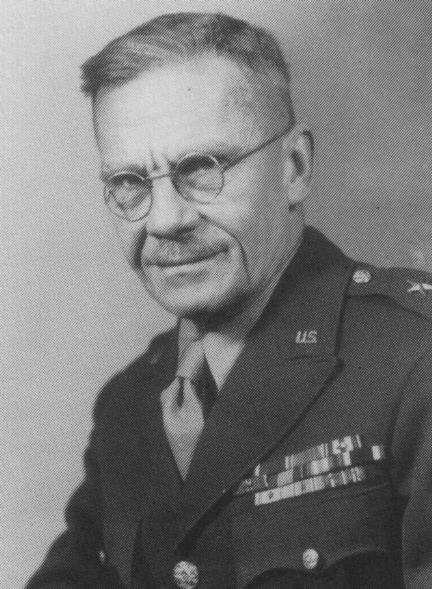
Clift Andrus

Clift Andrus (* 12. Oktober 1890 in Fort Leavenworth, Kansas; † 29. Dezember 1968 in Washington, D.C.) war ein Generalmajor der United States Army. Er war unter anderem Kommandeur der 1. Infanteriedivision.
Clift Andrus war ein Sohn von Oberst Edwin Proctor Andrus und dessen Frau Marie Josephine Birdwell. Nach seiner Schulzeit begann er ein Studium an der Cornell University, das er vorzeitig beendete, um eine Laufbahn in der US-Army zu beginnen. Im Frühjahr 1912 wurde er als Leutnant der Artillerie in das Heer aufgenommen. In der Armee durchlief er anschließend alle Offiziersränge vom Leutnant bis zum Zweisterne-General.
Im Lauf seiner langen Militärzeit absolvierte Clift Andrus verschiedene Kurse und Schulungen. Dazu gehörten die Field Artillery School (1915–1916), der Field Artillery School Advanced Course (1927–1928), das Command and General Staff College (1928–1930), das United States Army War College (1933–1934) sowie das Naval War College (1934–1935).
In den Jahren 1914 und 1915 war Andrus im Vorfeld der Mexikanischen Expedition an der Grenze zu Mexiko stationiert.  Während des Ersten Weltkriegs war er in Fort Sill in Oklahoma, wo er zunächst noch Student an der Field Artillerie School war. Anschließend unterrichtete er an der dortigen School of Fire. Zu einem Kriegseinsatz im Ersten Weltkrieg kam er nicht. Nach dem Krieg wurde er nach Deutschland versetzt, wo er in Trier für einige Zeit den amerikanischen Besatzungstruppen angehörte.
In den 1920er und 1930er Jahren absolvierte Clift Andrus die bereits erwähnten Schulungen. Ansonsten versah er an verschiedenen Militärstützpunkten seinen Militärdienst. Im Jahr 1935 erreichte er den Rang eines Oberstleutnants. Im Jahr 1941 kommandierte er die Artillerie der 24. Infanteriedivision. Diese war in Pearl Harbor auf Hawaii stationiert. Am 7. Dezember 1941 kam es zum japanischen Angriff auf Pearl Harbor. Dadurch wurden Andrus und seine Artillerie sowie die gesamte Division als einer der ersten amerikanischen Verbände in Kampfhandlungen des Zweiten Weltkriegs verwickelt.  Zwischen Mai 1942 und Dezember 1944 kommandierte Andrus die Artillerie der 1. Infanteriedivision. Dabei war er an allen militärischen Aktivitäten der Division beteiligt. Dazu gehörten die die Landung in Nordafrika und der folgende Nordafrikafeldzug, die Landung auf Sizilien, die Landung der Alliierten in der Normandie und der anschließende Vormarsch der Truppen durch Frankreich und Belgien bis nach Deutschland. Zwischen Dezember 1944 und Mai 1946 hatte Andrus dann den Oberbefehl über die 1. Infanteriedivision. Mit dieser drang er, zusammen mit anderen Einheiten, ab Ende 1944 bis Mai 1945 weit nach Deutschland vor. Sie erreichte die Grenze zur Tschechoslowakei und befreite am 8. Mai 1945 im Sudetenland die KZ-Außenlager Falkenau und Zwodau.
Nach dem Ende seiner Zeit als Kommandeur der 1. Infanteriedivision leitete Andrus zwischen 1946 und 1949 die Field Artillery School. Zwischenzeitlich war er auch Kommandeur des US Army Artillery & Missile Center. Anschließend war er Stabsoffizier in der Abteilung für Operationen im Pentagon. Seine letzte Position war die des stellvertretenden Kommandeurs der 2. Armee. Dieses Amt hatte er in den Jahren 1951 und 1952 inne. Anschließend ging er in den Ruhestand.
Der seit 1918 mit Marion Eleanor Lightfoot verheiratete Offizier starb am 29. Dezember 1968 in der Bundeshauptstadt Washington und wurde auf dem Nationalfriedhof Arlington beigesetzt.

## Orden und Auszeichnungen
Andrus erhielt im Lauf seiner militärischen Laufbahn unter anderem folgende Auszeichnungen:
- Army Distinguished Service Medal
- Silver Star
- Legion of Merit
- Soldier’s Medal
- Bronze Star Medal
- World War I Victory Medal
- Army of Occupation of Germany Medal
- American Defense Service Medal
- American Campaign Medal
- Asiatic-Pacific Campaign Medal
- European-African-Middle Eastern Campaign Medal
- World War II Victory Medal
- Army of Occupation Medal
- National Defense Service Medal
- Orden der Ehrenlegion (Frankreich)
- Croix de Guerre (Frankreich)
- Kriegskreuz (Belgien)
- Orden des Weißen Löwen (Tschechoslowakei)
- Tschechoslowakisches Kriegskreuz 1939 (Tschechoslowakei)
- Orden des Vaterländischen Krieges (Sowjetunion)